# The River in Reverse
The River in Reverse is een studioalbum van Elvis Costello en Allen Toussaint. Het werd op 6 juni 2006 door Verve Forecast uitgegeven. In de tweede aflevering van de Amerikaanse televisieserie Treme, uitgezonden in 2010, zijn beelden van de opnamesessie te zien.

## Musici
- Elvis Costello - akoestische en elektrische gitaar, hammondorgel, tamboerijn, zang
- Allen Toussaint - elektrische piano, (achtergrond)zang
- Sam Williams - trombone
- Carl Blouin - baritonsaxofoon
- Amadee Castenell - sopraan- en tenorsaxofoon
- Brian Cayolle - baritonsaxofoon
- Davey Faragher - basgitaar, achtergrondzang
- Steve Nieve - piano, hammondorgel, clavinet, Farfisa-orgel
- Pete Thomas - drums, percussie

## Muziek
Alle liedjes zijn door Toussaint geschreven, tenzij anders aangegeven:
1. "On Your Way Down" – 4:54
2. "Nearer to You" – 3:32
3. "Tears, Tears and More Tears" – 3:30
4. "The Sharpest Thorn" (Elvis Costello, Toussaint) – 4:16
5. "Who’s Gonna Help Brother Get Further?" – 5:04
6. "The River in Reverse" (Costello) – 4:32
7. "Freedom for the Stallion" – 2:58
8. "Broken Promise Land" – 4:34
9. "Ascension Day" (Roy Byrd, Costello, Touissant) – 2:57
10. "International Echo" (Costello, Touissant) – 4:58
11. "All These Things" – 4:07
12. "Wonder Woman" – 3:08
13. "Six-Fingered Man" (Costello, Touissant) – 4:31
14. "The Greatest Love" - 3:47 (bonusnummer op de Japanse uitgave)
15. "Where Is The Love" (Costello, Touissant) - 3:54 (bonusnummer op iTunes)

## Albumlijsten

### NederlandseAlbum Top 100
| Positie: | 61 | 74 | 78 | uit |

### BelgischeUltratop 50
| Positie: | 34 | 15 | 36 | 50 | 57 | 67 | 81 | uit |